# Strongylaspis kraepelini
Strongylaspis kraepelini es una especie de escarabajo longicornio del género Strongylaspis, categorizada en la tribu Macrotomini, de la subfamilia Prioninae. Fue descrita por Lameere en 1903.
El período de actividad en ejemplares adultos se presenta regularmente entre enero y mayo y diciembre. Existe un ejemplar de la especie en el museo de Historia Natural.

## Descripción
Mide 16-33 mm de longitud.

## Distribución
Se distribuye por América del Sur: en Ecuador, en las islas Galápagos.